# Маба Діаху Ба
Маба Діаху Ба (бл. 1809 — липень 1867) — альмамі (імам) держави Салум в 1865—1867 роках.

## Життєпис
Походив з роду Ба, гілки династії Діанке (володарів імперії Фута Торо). Син марбута Ндігоу Ба та волофки Діаїху Діеє. Народився близько 1809 року в області Бадібу (сучасна Ріп). Здобув ісламську освіту в м. Мбахол (держава Кайор). Став членом суфійського братства Тиджанія.
Потім перебрався до держави Волоф. Тут оженився на Меті Ндіає, небогі буурба (правителя) держави та заснував власну школу. Згодом повернувся до Салуму, де отримав дозвіл проповідувати іслам. За цим здобув авторитет серед мусульманських родин, відзначився як проповідник.
1846 року зустрівся з Омаром Саїду Таллом, що спонукав Маба Діаху ба почати джихад у Салумі. Спочатку спробував захопити провінцію Бадібу, де йому протистояв рід Мароне. В результаті декількох битв 1861 року перемагає супротивника, наказавши вбити ламане Дієреба Мароне та його спадкоємця Мадіахере. Перейменував місто Паос-дімар на Ніоро.
За цим став отримувати зброю та підтримку з боку британців і французів, що намагалися розширити вплив у Салумі та долині річки Гамбія відповідно. Натомість Маба Діаху ба вдерся до Бандібу, загону якого нападали на британських купців. 1862 року в областях Фара-садак і Фара-сандіал держави Салум почав повстання Самба Умане Туре. представник Маба Діаху Ба. Останній вдерся до держави Ніумі (верхів'я річки гамбія), але зазнав невдачі в сутичці з його правителем Бунту Гамеєм. 1863 року мусив визнати незалежність останнього.
1865 року почав військову кампанію з підкорення усього Салуму. Йому вдалося сплюндрувати околиці столиці Кахоне, потім завдати маад-салуму Фаха Фаллу поразки в битві біля Ндіобу, а за цим французам біля Ріпу. наступним кроком стала облога важливого міста Каолак. Зрештою запанував в провінціях Ндукумане і Дйолор. 1866 року спільно з марабутами вдерся до Ніумі, а потім атакував британські володіння, проте зазнав поразки. Втім зумів відбити усі напади на підвладні землі. Того ж року завдяки втручанню французів зумів захопити та сплюндрувати Каолак.
1867 року спільно з Лат Діором, визганцем з Кайору, розпочав північну військову кампанію, маючи на меті створити імамат з Сіне, Кайору і Ваало. Втім спроба захопити міста Мбахол в Кайорі виявилося невдалою. За цим почався похід на Сіне, але у битві біля Фандоне-Тіутіуне військо Маба Діаху ба зазнало поразки, а він сам загинув. Його нащадки боролися й далі проти правителів Салуму до 1870 року.